# Bernhard II. Weidner
Bernhard II. Weidner OCist; (* Mai 1640 in Linz; † 27. Mai 1709 in Wilhering) war ein österreichischer Zisterzienser. Von 1681 bis 1709 amtierte er als Abt des Klosters Wilhering.

## Leben
Bernhard Weidner war ein Sohn des Schusters Georg Weidner († 13. April 1685) und dessen Ehefrau Regine († 10. Februar 1694). Nach seinem Eintritt in das Stift Wilhering legte er dort im Jahr 1658 die Profess ab und absolvierte ein Studium der Philosophie und der Theologie in Graz, das er 1661 mit dem Baccalaureus philosophiae und 1662 mit dem Magister philosophiae abschloss. Zwei erhaltene Briefe an seinen Abt Caspar II. Orlacher vom 2. November 1665 und 27. Januar 1666 belegen, das er sich noch über die Dauer der am 20. August 1664 erhaltenen Priesterweihe in Graz aufhielt und erst 1666 in das Kloster Wilhering zurückkehrte. Im Anschluss war er zunächst Pfarrer in Ottensheim und zwei Jahre Kooperator in Gramastetten, bevor er dort ab 1671 ebenfalls als Pfarrer wirkte. Diese Pfarrstelle hatte er ausdrücklich auf Wunsch des Amtsvorgängers Augustin Kempf erhalten, nachdem dieser am 8. Oktober 1671 altersbedingt zurückgetreten war und Weidners Eifer und vorbildlichen Lebenswandel über zwei Jahre hinweg hat beobachten und schätzen lernen können.
Nach dem Tod des Vorgängerabts Malachias Braunmüller am 8. Dezember 1680 nach zehnjähriger Amtszeit wurde Bernhard II. Weidner nach erfolgter Wahl am 19. März 1681  durch Abt Clemens Schäffer vom Stift Heiligenkreuz als neuer Abt des Klosters Wilhering benediziert. Bereits 3 Wochen später, am Osterdienstag, wurde Abt Bernhard zum kaiserlichen Rat ernannt. Die auf dem Linzer Schloss ausgestellte Urkunde wurde von Kaiser Leopold I. unterzeichnet und mit einem kaiserlichen Prachtsiegel beglaubigt.
Anhand des Inventariums vom 9. Juni 1681 wies das Kloster einen Barbetrag in Höhe von etwa 2.300 Gulden aus. Dem Gegenüber standen offene Schulden an das Kloster in Höhe von ca. 36.000 Gulden, von denen 3.400 Gulden an eigenen Schulden abzuziehen waren. Das es Abt Bernhard verstand gut zu wirtschaften, geht aus den Einträgen im Inventarium nach seinem Tod hervor. Demnach setzte sich das Vermögen des Klosters aus einem Barbetrag von 6.600 Gulden, sowie ca. 80.000 Gulden von Schuldnern, abzüglich 7.000 Gulden eigener Schulden zusammen. Innerhalb des Klosters wurden während seiner Amtszeit Umbauten am Meierhof, der Taverne und am Bräuhaus vorgenommen und die Abteikirche wurde neu ausgestaltet. Außerhalb des Klosters erhielten einige Pfarrkirchen neue Glocken und es wurden neue Pfarrhöfe errichtet.
Während der Amtszeit von Abt Bernhard kam es zu insgesamt 29 Klostereintritten, die auch alle innerhalb des Klosters ihre Profess ablegten, Nachwuchssorgen bestanden somit keine. Im Tochterkloster Engelszell kam es jedoch zu finanziellen Sorgen, dem zu dieser Zeit der 1684 gewählte Abt Amadeus Glanz vorstand und dessen als unklug bezeichnendes agieren dem Kloster Engelszell einen Schuldenstand von 15.400 Gulden einbrachte. Weitere Schwierigkeiten erwuchsen sich auch aus einem weiteren Tochterkloster, dem Stift Hohenfurt, das Abt Bernhard nicht weiter als Vaterabt akzeptieren und ihm die Perternitätsrechte zugestehen wollte und sich stattdessen der Jurisdiktion des Generalvikars in Böhmen zuwandte. Infolgedessen kam es ohne seine Beteiligung zu Abtwahlen dreier Äbte, eine Beschwerde seinerseits beim Generalabt in Cîteaux blieb letztlich folgenlos.
Abt Bernhard Weidner war nach eigenem bekunden nicht nur 10 Jahre Landtagskommissär, als Mitglied des Prälatenstandes im Land ob der Enns vertrat er auch zweimal als Deputierter die Stände. Nach mehreren Jahren anhaltenden schweren Leibs-Indispositionen starb Abt Bernhard am 29. Mai 1709, seine letzte Ruhestätte fand er in der Grundemannkapelle, einer Nebenkapelle der Stiftskirche. Die Nachfolge zum neuen Abt von Wilhering trat Hilarius Sigmund nach Wahl am 16. Juli 1709 unter Vorsitz von Abt Gerhard Weixelberger an.